# 果報
果報，又譯為業果、業報、異熟、果熟、報果、應報，佛教用語。意思是指：世人今日所受之境，乃過去世所作之業因的結果，故曰果；又為應於其業因不斷輪迴地影響而報者，故又稱報。通俗的説，「果」是直接影響的結果，「報」則是間接影響的結果。『果報』是東方世界，源於因果律的一種宗教哲學思想觀念。

## 外部連結
- Anguttara Nikaya, Chakka Nipata, Mahavagga, Nibbedhika Sutta （页面存档备份，存于）, p. 359, 6th Syn. Edn.
- Samyutta Nikaya. Nidana-samyutta, Bhumija Sutta （页面存档备份，存于）, p. 275, 6th Syn. Edn